# Byron Ferguson
Byron Frederick Ferguson (ur. 28 listopada 1988 w Nassau) – bahamski siatkarz, grający na pozycji środkowego. Od sezonu 2019/2020 występuje w czarnogórskiej drużynie OK Budva.

## Sukcesy klubowe
Mistrzostwo Indonezji:
- 2015

Mistrzostwo Grecji:
- 2016

Puchar Izraela:
- 2017

Mistrzostwo Czarnogóry:
- 2020

## Nagrody indywidualne
- 2011: Najlepszy blokujący Pucharu Panamerykańskiego[2]